# Taeniorhachis repens
Taeniorhachis repens är en gräsart som beskrevs av Thomas Arthur Cope. Taeniorhachis repens ingår i släktet Taeniorhachis och familjen gräs. Inga underarter finns listade i Catalogue of Life.